# Lamprofilite

A lamprofilite é um mineral semelhante à esfena. Trata-se de um silicato de titânio pouco frequente que se apresenta associado a rochas alcalinas.
A sua fórmula química é Na 2 (Sr, Ba) 2 Ti 3 (SiO 4 ) 4 (OH, F) 2 e pertencente ao grupo dos silicatos.
Foi descoberto na cidade de Lujavor-Urt, na região de Khibina, península de Kola, na Rússia.